# 먼 여행 긴 터널
"먼 여행 긴 터널"은 1987년에 개봉한 대한민국의 영화이다.

## 캐스팅
- 윤일봉
- 조용원
- 김영애
- 태현실
- 박근형
- 유동근
- 김기종
- 한림
- 전숙
- 문미봉
- 최화정
- 오영화
- 유명순
- 김지수
- 박혜원
- 박지원
- 황규란
- 전현미
- 윤희정
- 김춘성
- 나현경
- 이대엽 (우정출연)
- 차화연 (우정출연)
- 김을동 (우정출연)